# Psi (messagerie instantanée)
Pour les articles homonymes, voir Psi.
Psi est un logiciel libre client de messagerie instantanée pour le réseau standard ouvert Jabber.
Psi est développé sous licence libre GNU GPL et est disponible sur les systèmes d'exploitation Windows, Mac OS X et GNU/Linux, la bibliothèque graphique libre Qt de Trolltech étant employée pour un portage multiplate-forme.
Un des plus populaires parmi les utilisateurs de clients Jabber, Psi est léger, possède une ergonomie simple et s'intègre à l'interface graphique des différentes plates-formes supportées. Ce client gère un grand nombre de fonctionnalités classiques de Jabber/XMPP en respectant de près les standards.
La version 0.11, est une grande avancée car elle supporte complètement le standard ouvert XMPP (intégrant les privacy lists), mais aussi les discussions en groupe au standard MUC (Multi-User Chat, avec commandes d'administration), et bien d'autres fonctionnalités attendues dont le portage vers la bibliothèque graphique Qt 4.

## Fonctionnalités

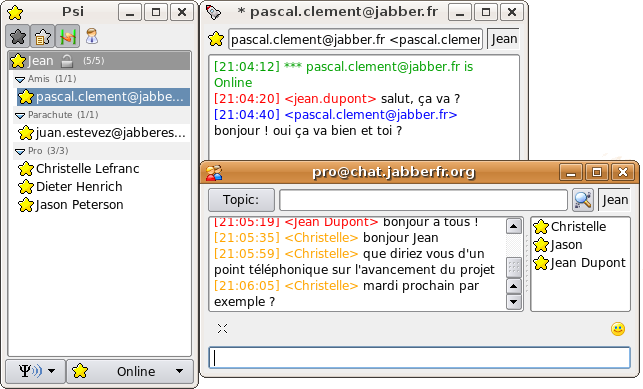
Fenêtre de liste de contacts et fenêtre de chat et chatroom

Psi intègre les fonctionnalités suivantes :
Ressourcesla ressource est un champ libre à remplir manuellement, celle-ci permet de différencier les diverses connexions d'un même compte Jabber. Psi permet de choisir son nom de ressource mais aussi de voir et sélectionner à quelle ressource on souhaite s'adresser lors d'une discussion pour chaque contact.
Prioritéspermet de fixer la priorité du client
Servicespermet de découvrir l'ensemble des services proposés par les serveurs Jabber, par exemple les annuaires, les transports, les chatrooms, les proxy de transfert de fichiers, les services PubSub (publication d'informations et souscriptions), etc.
Annuairespermet d'effectuer des recherches d'utilisateurs Jabber
Transports (passerelles)permet de se connecter aux autres réseaux de communications comme les messageries instantanées propriétaires ICQ/AIM, MSN Messenger, Yahoo! Messenger, Gadu-Gadu, mais aussi le réseau ouvert IRC ou encore l'e-mail et le SMS
Discussions en groupepermet de créer des salles de discussions et d'y inviter des contacts
Chiffrement SSL/TLS entre Psi et le serveurles informations ne transitent pas en clair entre le client et le serveur
Chiffrement OpenPGP entre utilisateursles informations ne transitent pas en clair entre deux clients
Thèmes d'icônesles icônes des contacts, agents et transports peuvent être téléchargées et utilisées
Thèmes d'émoticônesles icônes peuvent aussi être paramétrées
Transfert de fichierspermet de transférer directement des fichiers entre deux clients sur un réseau local ou via un proxy quand le client est derrière un NAT
La version 0.11 intègre :
XMPPcompatibilité totale du standard de l'IETF
Multi-User Chat (MUC)salles de discussions avec commandes d'administration
Voix par Jingleen version alpha (expérimentale), non-compilée, et seulement pour Linux et Mac OS X
Les prochaines versions auront probablement :
Avatarsdes petites imagettes utilisateur
Commandes ad-hocpour envoyer des commandes
Contrôle à distance des clientspour changer le statut d'un autre client, ou consulter les messages et chats en absence ou inactivité, etc.
Évènements personnelsmusiques écoutées et humeur présente, basés sur le standard de publication et souscription PubSub
Transferts de fichiers par Jinglepermettant de s'affranchir des barrières réseau, notamment les NAT

## Version dérivée
Un fork appelé Psi Plus a également vu le jour, entretenu bien plus régulièrement que Psi.